# Pseudosmittia baueri
Pseudosmittia baueri är en tvåvingeart som beskrevs av Karl Strenzke 1960. Pseudosmittia baueri ingår i släktet Pseudosmittia och familjen fjädermyggor. Inga underarter finns listade i Catalogue of Life.